# Brotizolam
El brotizolam (comercializado bajo la marca Lendormin) es un fármaco sedante - hipnótico tipo tienotriazolodiazepina, análogo de la benzodiazepina. El brotizolam tiene propiedades ansiolíticas, anticonvulsivas, hipnóticas, sedantes y relajantes del músculo esquelético, similar al efecto clásico de otras benzodiazepinas hipnóticas de acción corta incluyendo el triazolam o el midazolam. Es aprobado en algunos países para la inducción del sueño en el manejo a corto plazo de la insomnia grave. El brotizolam es un hipnótico potente y de acción corta. Junto con el triazolam, tiene la dosis diaria mós baja, con una dosis típica que varía de 0,125 mg a 0,25 mg. El fármaco se elimina rápidamente posterior a su consumo, con una vida media promedio de 4,4 horas (con un rango de 3,6 a 7,9 horas).

## Comercialización
El brotizolam fue patentado en 1974, siendo Alemania el primer país en fabricar el medicamento en 1997, que luego entró en uso médico en 1984. Alemania continúa produciendo el brotizolam con otros países como Italia y Japón produciendola en menor medida. El brotizolam no es aprobado para la venta en el Reino Unido, Estados Unidos o Canadá. Es aprobado para la venta en los Países Bajos, Alemania, España, Bélgica, Luxemburgo, Austria, Portugal, Israel, Italia, Taiwán y Japón. Para 2014, Alemania es el principal consumidor de dosis diarias del brotizolam, aproximadamente 70% del consumo mundial de 1400 dosis diarias.